# بكر باشا
بكر باشا هو سياسي عثماني شغل منصب والي في الدولة العثمانية.

## مناصبه
تولى المناصب التالية:
- والي البوسنة (1800–1801)